# 尼默谷鎮區 (明尼蘇達州彭寧頓縣)
尼默谷鎮區（英語：Numedal Township）是位於美國明尼蘇達州彭寧頓縣的一個行政鎮區。

## 地方資料
尼默谷鎮區的面積為72.06平方千米，皆為陸地。根據2020年美國人口普查的數據，當地共有人口97人，而人口密度為每平方千米1.35人。